# Heavy Rotation
Heavy Rotation è il quinto album in studio della cantautrice statunitense Anastacia. Quest'ultimo prende il nome da una canzone dell'album stesso.
Il disco è stato pubblicato in Italia il 24 ottobre, nel resto dell'Europa, nel Regno Unito, in Australia, in Asia e in Nuova Zelanda il 27 ottobre. Il 17 febbraio 2009 viene pubblicata (solo in formato digitale) la versione "Deluxe" dell'album in USA e Canada.
Il disco è stato realizzato, per la prima volta nella carriera di Anastacia, per la casa discografica Universal. La produzione del disco è costellato da numerose importanti collaborazioni: Ne-Yo, Lester Mendez, JR Rotem, Guy Chambers, Rodney Jenkins, The Heavyweights, Sam & Louis.
L'album ha guadagnato la decima posizione in un autorevole sondaggio di gradimento promosso dalla rivista musicale Billboard: il sondaggio chiedeva, in un campione di migliaia di lettori, quali fossero i 10 album più apprezzati del 2008. L'album non è riuscito ad eguagliare il successo dei precedenti vendendo 1 milione di copie nel mondo.
L'Heavy Rotation Tour è stato il tour promozionale dell'omonimo album iniziato a giugno 2009 e conclusosi a settembre 2009.

## Tracce
1. I Can Feel You – 3:49 (Shaffer Smith, Chuck Harmony)
2. The Way I See It – 3:28 (Anastacia, Andrew Frampton, Jack Kugell, Dmyreo ‘Reo’ Mitchell, Jamie Jones, Jason Pennock)
3. Absolutely Positively – 4:21 (Shaffer Smith, Chuck Harmony)
4. Defeated – 3:55 (Anastacia, Damon Sharpe, Jonathan "JR" Rotem)
5. In Summer – 4:05  (Anastacia, Guy Chambers, Rico Love)
6. Heavy Rotation – 3:25 (Rodney "Darckchild" Jerkins, Frankie Storm)
7. Same Song – 3:55 (Anastacia, Guy Chambers)
8. I Call It Love – 3:38 (Anastacia, Andrew Frampton, Jack Kugell, Jamie Jones, Jason Pennock)
9. All Fall Down – 3:06 (Anastacia, Guy Chambers)
10. Never Gonna Love Again – 3:33 (Anastacia, Guy Chambers)
11. You'll Be Fine – 3:38 (Anastacia, Lester Mendez, Damon Sharpe)
12. Beautiful Messed Up World (Bonus Track) – 3:09 (Anastacia, Andrew Frampton, Jack Kugell, Dmyreo ‘Reo’ Mitchell, Jamie Jones, Jason Pennock)
13. Naughty (Esclusiva di iTunes) – 3:33 (Anastacia, Lester Mendez, Damon Sharpe)

### Edizione americana digitale
1. Beautiful Messed Up World – 3:09
2. The Way I See It – 3:29
3. Defeated – 3:55
4. In Summer – 4:05
5. Heavy Rotation – 3:25
6. Absolutely Positively – 4:21
7. Same Song – 3:56
8. You'll Be Fine – 3:39
9. I Can Feel You – 3:49
10. I Call It Love – 3:38
11. Never Gonna Love Again – 3:33

### Edizione deluxe digitale
(Le prime 11 tracce sono le stesse dell'edizione americana digitale)
1. All Fall Down – 3:07
2. Naughty – 3:33
3. Absolutely Positively (Moto Blanco Radio Mix) – 3:55
4. I Can Feel You (Mousse T. Remix) – 3:25
5. I Can Feel You (Max Sanna & Steve Pitron Club Mix) – 7:51
6. I Can Feel You (Music Video) – 3:42

## Classifiche
| Classifica (2008) | Posizione massima |
| ----------------- | ----------------- |
| Australia         | 47                |
| Austria           | 6                 |
| Belgio (Flanders) | 43                |
| Belgio (Wallonia) | 39                |
| Repubblica Ceca   | 17                |
| Danimarca         | 31                |
| Paesi Bassi       | 15                |
| Europa            | 6                 |
| Finlandia         | 30                |
| Francia           | 60                |
| Germania          | 13                |
| Grecia            | 7                 |
| Ungheria          | 31                |
| Irlanda           | 45                |
| Italia            | 6                 |
| Mondo             | 31                |
| Norvegia          | 28                |
| Portogallo        | 21                |
| Spagna            | 3                 |
| Svezia            | 15                |
| Svizzera          | 3                 |
| Regno Unito       | 17                |

## Date di pubblicazione
| Data                                | Nazione       | Etichetta           |
| ----------------------------------- | ------------- | ------------------- |
| 24 ottobre                          | Germania      | Universal / Mercury |
| 24 ottobre                          | Italia        | Universal / Mercury |
| 24 ottobre                          | Paesi Bassi   | Universal / Mercury |
| 24 ottobre                          | Austria       | Universal / Mercury |
| 27 ottobre                          | Regno Unito   | Universal / Mercury |
| 27 ottobre                          | Europa        | Universal / Mercury |
| 27 ottobre                          | Asia          | Universal / Mercury |
| 27 ottobre                          | Australia     | Universal / Mercury |
| 27 ottobre                          | Nuova Zelanda | Universal / Mercury |
| 17 febbraio 2009 (formato digitale) | Sud America   | Universal / Mercury |
| 17 febbraio 2009 (formato digitale) | Nord America  | Universal / Mercury |